# كلية كينيدي بجامعة هارفارد
كلية كينيدي بجامعة هارفارد (بالإنجليزية: Harvard Kennedy School) أو تسمى رسمياً بـ (بالإنجليزية: John F. Kennedy School of Government) هي كلية خاصة تابعة لجامعة هارفارد في الولايات المتحدة تأسست عام 1936. تقع في مدينة كامبريدج (ماساتشوستس).
تقدم كلية كينيدي بجامعة هارفارد درجات الماجستير في السياسات العامة، والإدارة العامة، والتنمية الدولية، بالإضافة إلى أربع درجات دكتوراه وبرامج تعليم تنفيذي متنوعة. تجري الكلية أبحاثًا في موضوعات تتعلق بالسياسة، والحكومة، والشؤون الدولية، والاقتصاد. اعتبارًا من عام 2021، بلغ حجم وقف الكلية 1.7 مليار دولار. تُعد الكلية عضوًا في رابطة مدارس الشؤون الدولية المهنية (APSIA)، وهو اتحاد عالمي للمدارس التي تُدرّب القادة في الشؤون الدولية.
يقع الحرم الرئيسي لكلية كينيدي بجامعة هارفارد في شارع جون ف. كينيدي في كامبريدج. تطل المباني الرئيسية على نهر تشارلز وتقع جنوب غرب هارفارد يارد وهارفارد سكوير.
يشمل خريجو كلية كينيدي بجامعة هارفارد 21 رئيس دولة أو حكومة من مختلف أنحاء العالم، بالإضافة إلى مسؤولين في الوزارات، وقادة عسكريين، ورؤساء بنوك مركزية، وأعضاء هيئات تشريعية.

## التاريخ
تأسست كلية كينيدي بجامعة هارفارد في عام 1936 تحت اسم كلية الدراسات العليا للإدارة العامة بجامعة هارفارد، بفضل هدية بقيمة مليوني دولار (ما يعادل حوالي 43 مليون دولار في عام 2023) من لوشيوس ليتاور، وهو خريج كلية هارفارد عام 1878، ورجل أعمال، وعضو سابق في الكونغرس الأميركي، وأول مدرب لفريق كرة القدم "هارفارد كريمسون".
تم تصميم شعار كلية كينيدي ليعبر عن الهدف الوطني للكلية، مستوحى من شعار الولايات المتحدة. استقطبت الكلية أعضاء هيئة التدريس الأوائل من أقسام الحكومة والاقتصاد في جامعة هارفارد، واستقبلت أول دفعة من الطلاب في عام 1937.
كان المقر الأصلي للكلية في مركز ليتاور، شمال هارفارد يارد، والذي يضم الآن قسم الاقتصاد بجامعة هارفارد. كان الطلاب الأوائل في كلية الدراسات العليا يُعرفون باسم "زملاء ليتاور"، حيث شاركوا في برنامج دراسي لمدة عام واحد تطور لاحقًا ليصبح برنامج الماجستير في الإدارة العامة للمسار المهني المتوسط. وفي ستينيات القرن الماضي، بدأت الكلية في تطوير درجة السياسات العامة والمناهج الدراسية المرتبطة ببرنامج الماجستير في السياسات العامة.

## التصنيف
تُصنَّف كلية كينيدي بجامعة هارفارد بشكل روتيني كأفضل، أو من بين أفضل، كليات الدراسات العليا في السياسات العامة على مستوى العالم. وفقًا لتصنيفات U.S. News & World Report، تُعد الكلية الأفضل في السياسات الاجتماعية، والأفضل في السياسات الصحية، والثانية في تحليل السياسات العامة. في تصنيفات عام 2015، حصلت كلية كينيدي على المركز الأول في فئة السياسات الصحية والمركز الثاني في فئتي تحليل السياسات العامة والسياسات الاجتماعية.
كما تُصنَّف برامج العلاقات الخارجية بكلية كينيدي باستمرار في القمة أو قريبًا منها في استبيان Inside the Ivory Tower لمجلة Foreign Policy، والذي يسرد أفضل عشرين برنامجًا أكاديميًا للعلاقات الدولية على مستوى العالم في مراحل البكالوريوس والماجستير والدكتوراه. على سبيل المثال، في عام 2012، صُنِّفت كلية كينيدي في المركز الأول عمومًا لبرامج الدكتوراه والبكالوريوس، والثالث عمومًا في فئة برامج الماجستير.

## أشهر خريجي الجامعة
- نسرين برواري
- فيليبي كالديرون
- بول فولكر
- النجار إلتبير

## إحصائيات
يبلغ عدد طلاب الجامعة 1062 طالب.

## وصلات خارجية
- الموقع الإلكتروني